# Сассе, Ян
Ян Медейрос Сассе (порт. Yan Medeiros Sasse; род. 24 июня 1997, Порту-Алегри) — бразильский футболист, нападающий клуба «Эсперанс».

## Биография
Воспитанник «Коритибы», где занимался с 2013 по 2016 год. В основном составе клуба дебютировал 8 сентября 2016 года в матче Серии А против «Гремио» (4:0). Спустя две недели, 22 сентября впервые вышел на поле в матче Южноамериканского кубка против аргентинского «Бельграно» (1:2). В 2017 году в составе команды завоевал победу в Лиге Паранаэнсе, а в следующем году «Коритиба» уступила победу в турнире «Атлетико Паранаэнсе».
В январе 2019 года Ян Соссе был отдан в полугодичную аренду с правом выкупа в «Васко да Гама». В августе 2019 года бразилец направился в Турцию, где его на правах аренды принял «Ризеспор». Стоимость перехода составила 100 тысяч евро. Отыграв сезон в чемпионате Турции, бразилец летом 2019 года вернулся в «Коритибу» с которой у него был действующий контракт до декабря 2021 года.
Тем не менее, 30 марта 2021 года Сассе заключил соглашение с «Атлетико Минейро» до мая следующего года. В составе клуба из штата Минас-Жерайс полузащитник закрепиться не смог из-за двух травм, связанных с мышцами. И в итоге покинул «Атлетико» по истечении срока соглашения.
Летом 2022 года бразилец переезжает в Новую Зеландию, где подписывает контракт с клубом «Веллингтон Феникс». Спустя год он становится игроком тунисского «Эсперанса», с которым подписал трёхлетнее соглашение.